# Sociedad Geológica de Londres

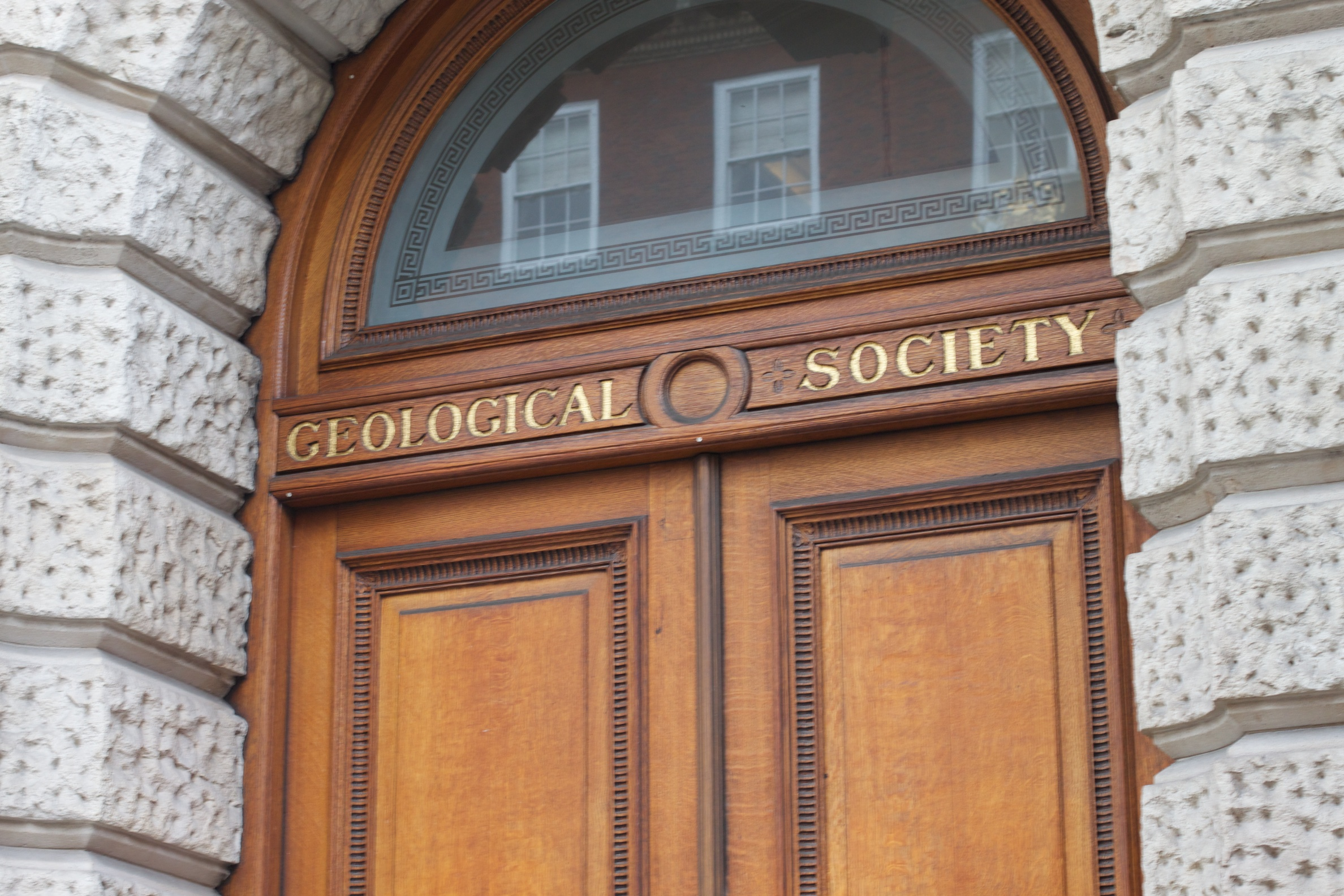
Oficias de la "Sociedad Geológica en Burlington House, Picadilly, Londres

La Sociedad Geológica de Londres (en inglés: Geological Society of London) es una sociedad científica, del Reino Unido con sede en Burlington House, Londres, que tiene como fin estudiar la estructura mineralógica de la Tierra.
La sociedad, fundada en 1807, es la sociedad geológica más antigua del mundo y la más extensa de Europa. Su precedente se encuentra en la Sociedad Askesian, un club de debate para pensadores y científicos establecido en Londres en 1796.
Entre los miembros fundadores de la sociedad se encuentran, William Babington, Humphry Davy y George Greenough. En 1805, Jorge IV, le concedió la licencia real.
En 1831 se establece la Medalla Wollaston como recompensa anual para los investigadores que hubieran contribuido al conocimiento científico.
En 1874 se trasladó su sede a la "Burlington House", Piccadilly Circus, Londres. Esta sociedad es miembro del Science Council fundado en 2000.